# Biserica Sfântul Dumitru-Balș din Iași
Biserica "Sf. Dumitru" - Balș din Iași este o biserică ortodoxă din municipiul Iași, care a fost construită în anul 1690 de către medelnicerul Ioan Balș. Lăcașul de cult este situat în centrul orașului Iași, pe str. 14 Decembrie 1989 nr. 15. El are hramul "Sf. Dimitrie, Izvorâtorul de Mir" (26 octombrie).
Biserica "Sf. Dumitru" din Iași a fost inclusă pe Lista monumentelor istorice din județul Iași din anul 2015, având codul de clasificare  IS-II-a-A-03691.  Pe această listă este trecut 1691 ca an al construcției.
Înainte de Primul Război Mondial, locul unde se află biserica era denumit Fundacul Pârlita.  În prezent, lăcașul de cult se află în spatele clădirilor din perimetrul delimitat de străzile Cuza Vodă, Gh.I. Brătianu și Bulevardul Ștefan cel Mare și Sfânt. 

## Istoric

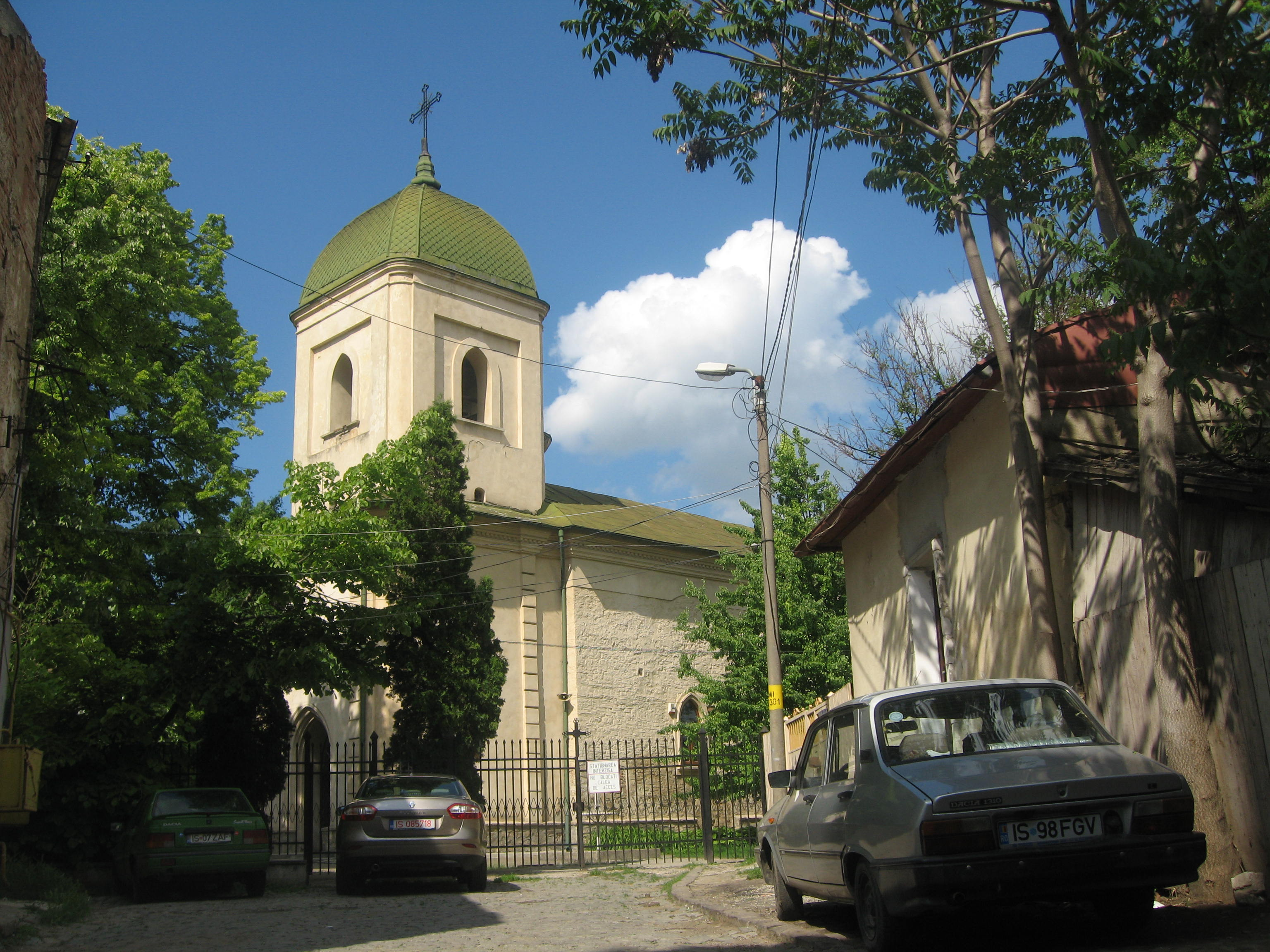
Biserica "Sf. Dumitru" - Balș din Iași, într-o zi de vară

Biserica "Sf. Dumitru" din Iași a fost zidită în anul 1690 de către medelnicerul Ioan (Ionașcu) Balș (1663-1738).  Acesta a îndeplinit mai multe dregătorii în Moldova medievală și anume: vătav de păhărnicel (1693), stolnic (1705), ban (1714) și vornic (1716). Acest lăcaș de cult era construit în stil moldovenesc și a fost mistuit de "un foc năprasnic" la 20 aprilie 1723. Incendiul se declanșase la niște cărămidării din apropierea bisericii, s-a extins rapid ca urmare a vântului puternic și într-un ceas s-a întins spre curtea domnească. După alte surse, focul ar fi început chiar de la biserică. 
Biserica a fost reconstruită de unii membri ai familiei Balș.  Cei care au ctitorit noul lăcaș de cult au fost ctitorul dintâi, împreună cu fiul său, Lupu; ei au înălțat zidurile de piatră și i-au adăugat calota acoperișului.  Inițial, intrarea se făcea printr-un exonartex deschis aflat pe latura de sud. Urmele vechii intrări se mai văd și astăzi în zidăria exterioară din piatră. Deasupra intrării vechi se afla o nișă cu icoana hramului, astăzi obturată parțial de o fereastră.  În anul 1781 s-a adăugat un pridvor pe latura de vest, având deasupra sa un turn-clopotniță; cu această ocazie a fost mutată intrarea pe latura de apus, prin pridvorul închis de sub turn, cealaltă intrare fiind zidită. 
Biserica a fost întreținută o lungă perioadă de către descendenții familiei Balș. Ea a avut o Epitropie separată, deși era considerată ca filială a Bisericii "Sf. Gheorghe" - Lozonschi. În decursul timpului, unii domnitori (mai ales cei din familia Mavrocordat) au făcut mai multe danii acestei biserici. 
În anul 1857, pe latura nordică a pronaosului, s-a construit un osuar pentru membrii familiei Balș. Aici au fost îngropate osemintele Bălșeștilor din mormintele aflate în cimitirul din jurul bisericii. În anul 1900 s-au adus din cimitir și opt pietre funerare ale unor membri ai familiei Balș, acestea fiind încastrate în pereții interiori ai pridvorului. Pe peretele nordic al pridvorului sunt pietrele funerare ale următorilor: Emanoil Balș (+1812), Elena Rosetti (+1798), Teodor Balș (+1810) și Lupu Balș (+1782), iar pe peretele sudic ale următorilor se află o piatră mică cu inscripția ștearsă și pietrele funerare ale următorilor: Ana Balș (+1812), Iordache Balș (+1812) și Pulcheria Balș (+1794). Inscripțiile de pe pietrele de mormânt sunt cinci în limba română cu caractere chirilice, două în limba greacă, iar o piatră mică are inscripția ștearsă aproape complet. 

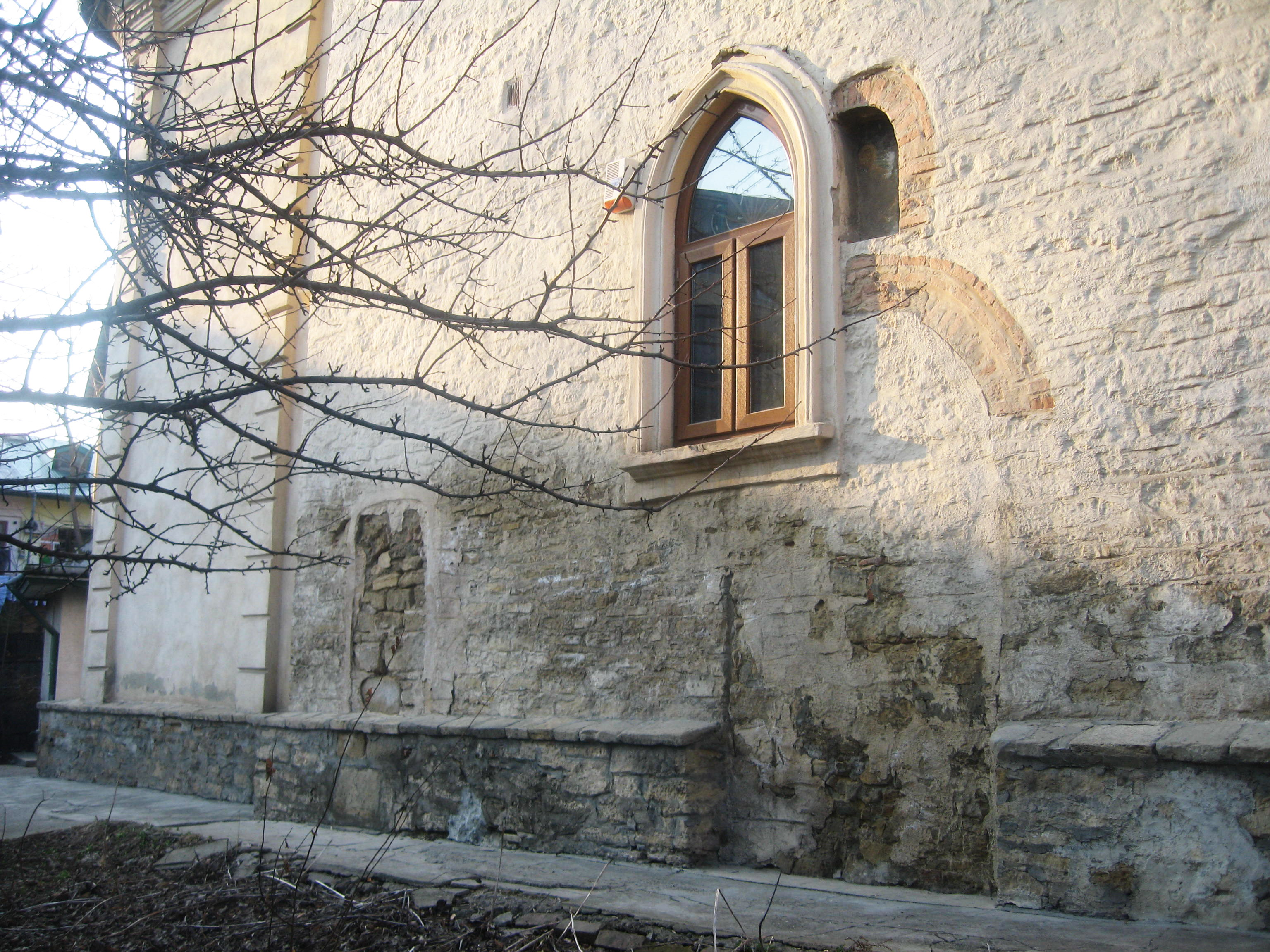
Urmele fostei intrări de pe zidul sudic al bisericii

Placa de marmură de Carrara (asociată criptei) cu ornamente arhitectonice în stil clasic grecesc a fost vandalizată de o persoană necunoscută care a scos literele de metal aurit. În anul 1902, profesorul Dossios a putut descifra doar câteva cuvinte: „...Gheorghe Balș, mare Vestiar, ascunde acest mormânt...”  Nereușind să se citească inscripția cu cei înmormântați, pe lista celor răposați a fost adăugată mențiunea „...și alții al căror nume nu se mai știe...” 
În decursul timpului, lăcașul de cult a suferit grave stricăciuni produse de incendii și cutremure. Biserica a fost restaurată în 1897, prin grija epitropului Mihail P. Balș (1847-1901), fost deputat și vicepreședinte al Camerei Deputaților, după proiectul arhitectului Iancu Catargiu. Deasupra intrării se află următoarea pisanie: "Biserica Sfantului Dumitrie pronumiti Bals sa zidit de Ioan Balș velu vornicu la anul 1690, s-a reparat din nou in 1897 fiind epitrop Mihail P. Balș, arhitect Iancu A. Catargiu și ingrijitor și staruitor Iancu Gh. Gafencu".  Atunci s-a amplasat o piatră din marmură albă, cuprinzând numele câtorva răposați.  Ignorând pisania, unii autori au indicat eronat anul în care s-au efectuat reparațiile: după unii s-ar fi realizat reparații în 1901, prin contribuția epitropului Gheorghe Balș, arhitect și istoric , iar după alții „prin 1903”. 
Ca urmare a distrugerilor provocate în timpul celui de-al doilea război mondial, s-au efectuat reparații capitale în perioada 1948-1952.  Noi lucrări de renovare au avut loc între anii 1994-1998, în timpul păstoririi parohului Nicolae Sava, cu cheltuiala enoriașilor; atunci s-a restaurat iconostasul și s-a repictat toată biserica în frescă neobizantină de către pictorul Stelian Onica (n. 1955), lector universitar la Facultatea de Teologie Ortodoxă "Dumitru Stăniloae" din Iași.  Lăcașul de cult a fost resfințit la 26 octombrie 1998.
Biserica are în patrimoniul său două clopote din 1690 și 1693, plus catapeteasma, realizată în stilul baroc clasic și datând din jurul anului 1800. 

## Necropolă boierească

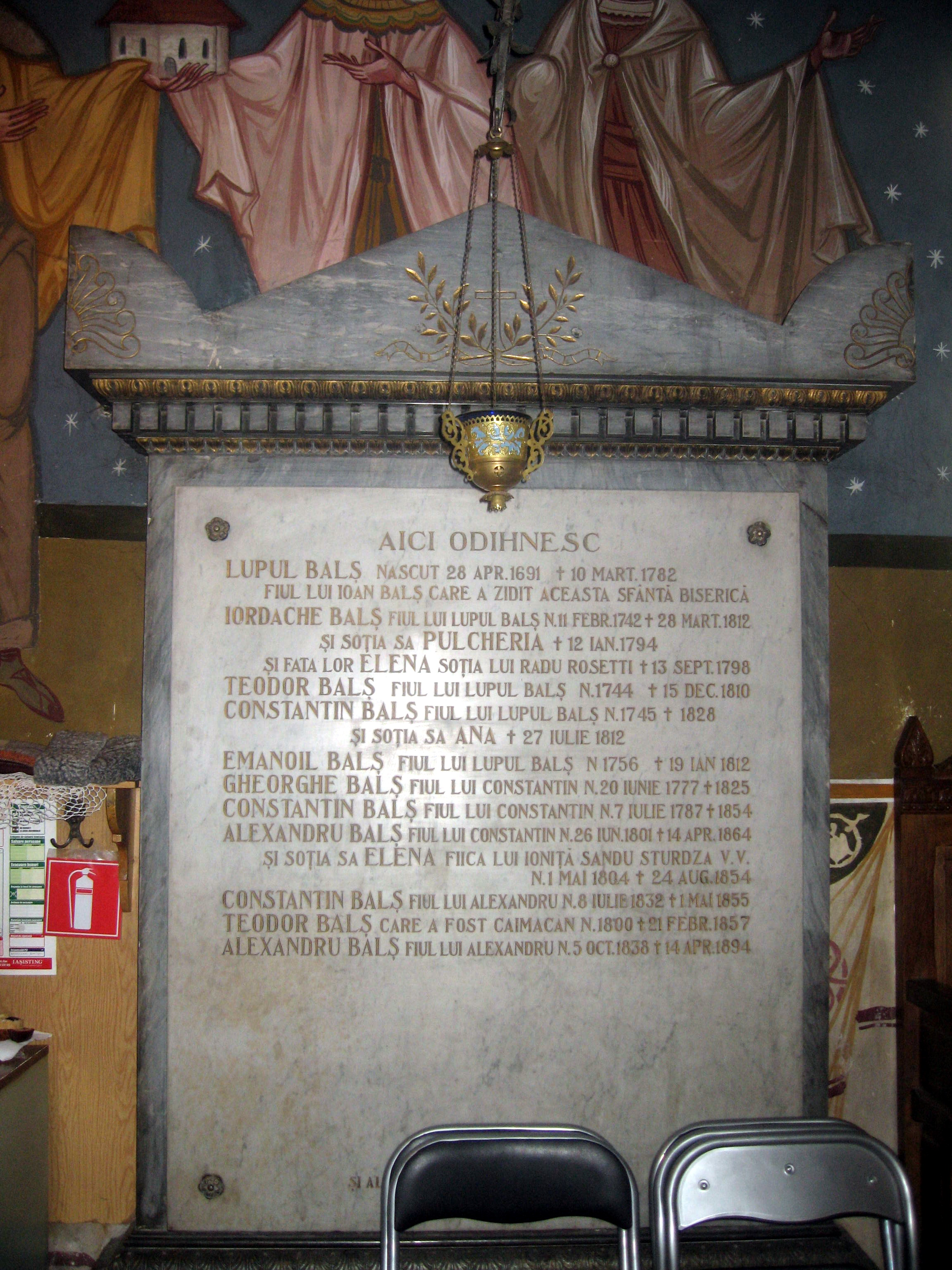
Osuarul familiei Balș aflat pe latura nordică a pronaosului bisericii

În biserică au fost înmormântați următorii:
- Lupu Balș (28 aprilie 1691 - 10 martie 1782) - fiul lui Ioan Balș, ctitorul bisericii, care a avut următoarele demnități: vornic (1759), logofăt (1768). Pe piatra sa de mormânt se distinge următoarea inscripție în limba română cu caractere chirilice: "Lupul Balș ce au fost logofet mare, fecior lui Ioan Balș vel vornic, sau îngropat aice. Acesta sau născut la anii 1691 ap. 28 și sau săvărșit la anii 1782 mart. 16, rugăndusă la toți privitorii să se roage lui Dumnezeu, pentru (i)ertare(a) pacatelor lui."
- George (Iordache) Balș (12 februarie 1742 - 23 martie 1812) - fiul cel mare al lui Lupu Balș, care a avut următoarele demnități: comis (1763), jicnicer, stolnic (1766), postelnic (1768), paharnic (1792), hatman, mare vistiernic (1808), mare vornic. Pe piatra sa de mormânt se distinge următoarea inscripție în limba română cu caractere chirilice: "Iordache Balș Marele Visternic fecior Lupului Balș carele au fost logofet mare. Acesta sau născut la anii dela zidirea lumii 7250 fevr 12 și sau săvărșit la anii 7320 martie 23. Sau așăzat aice în mormănt suptŭ această marmură rugăndusă la toții să roage pe milostivul Dumnezeu pentru (i)ertare(a) pacatelor sale."
  - Pulcheria Balș (d. 12 ianuarie 1794) - născută Iancoleu, a doua soție a lui Iordache Balș, cu care se căsătorise la 26 aprilie 1776. Pe piatra sa de mormânt este o inscripție în limba greacă.
  - Elena Rosetti (1765 - 13 septembrie 1798) - fiica lui Iordache Balș și a primei soții a acestuia, Maria Mavrocordat, căsătorită în 1797 cu Răducanu Rosetti. Pe piatra sa de mormânt este o inscripție în limba greacă, în versuri homerice, pe care profesorul Nikolaos G. Dossios a tradus-o astfel în lucrarea sa "Studii greco-române" (Tipografia H. Goldner, Iași, 1902): "- Cine zace sub această piatră? spune morminte! - E Elena a lui Gheorghe Balș fiică, iar soția înțeleaptă și cinstită a lui Rodocan Roseti. Pe aceasta a răpit-o soarta în vîrstă mijlocie. A lasat soțului jale fără mîngîere, precum și tuturora și mai ales fiicelor sale iubite, al căror hymeneu nu l'a auzit deși a născut șepte. Aceasta este ceea ce o mîhnea prea mult în mijlocul bucuriilor sale. 1798 Sept. 13". [2]
- Teodor Balș (2 iunie 1743 – 15 decembrie 1810) — fiul lui Lupu Balș, care a avut următoarele demnități: spătar (1778), staroste de Putna, vornic (1790), logofăt (1800). Pe piatra sa de mormânt se distinge următoarea inscripție în limba română cu caractere chirilice: "Supt această piatră odihnește trupul robului lui D(u)mnezeu Theodor Balș biv vel vornic de Țara de Gios, carele sau mutat cătră Domnul la anul 1810, decemvrie 15".
  - Teodor Balș (august 1805 - 5 februarie 1857) — fiul lui Nicolae Balș și nepotul lui Teodor Balș, care a avut următoarele demnități: vornic, mare logofăt (1855), caimacan al Moldovei (8/20 iulie 1856 - 17 februarie/1 martie 1857). 
    - Maria Balș (d. 4 iunie 1849) - născută Rosetti-Răducanu, căsătorită la 25 mai 1834 cu Teodor Balș
- Constantin Balș ("Ciuntul") (2 iunie 1744 - 1828) - fiul lui Lupu Balș, care a avut următoarele demnități: medelnicer (1768), stolnic (1772), clucer (1782), ban (1783), vornic (1790), logofăt (1800-1814), caimacan (1800, 1812).
  - Ana Balș (d. 27 iulie 1812) - născută Catargi, a doua soție a lui Constantin Balș. Pe piatra sa de mormânt se distinge următoarea inscripție în limba română cu caractere chirilice: "Ana Catargiu, soția marelui logofet Constantin Balș, sau îngropat aice la anul 1812 iulie 27, care să roagă la toți privitorii acestui mormănt să se roage lui Dumnezeu pentru (i)ertarea greșalelor sale."
  - Gheorghe (Iordache) Balș (1776 - 25 mai 1849) - fiul lui Constantin Balș, care a avut următoarele demnități: mare vistiernic (1801), spătar (1812), agă (1816).
  - Constantin Balș (3 iulie 1787 - 7 iunie 1845) - fiul lui Constantin Balș, care a avut următoarele demnități: agă, vornic (1814).
  - Teodor Balș (1800 - 4 martie 1867) - fiul lui Constantin Balș, proprietar la Darabani, care a avut următoarele demnități: mare hatman, logofăt, general al Armatei Moldave.
    - Maria Balș (d. 21 martie 1873) - născută Bogdan, căsătorită la 23 octombrie 1819 cu Teodor Balș

  - Alexandru Balș (26 iulie 1801 - 14 aprilie 1864) - fiul lui Constantin Balș, care a avut următoarele demnități: vornic, logofăt.
    - Elena (Elencu) Balș (1 mai 1804 - 24 august 1854) - fiica domnitorului Ioniță Sandu Sturdza, căsătorită inițial cu viitorul domnitor Grigore Alexandru Ghica și apoi cu Alexandru Balș.
    - Constantin Balș (1 martie 1827 - 2 iunie 1855) - fiul lui Alexandru Balș și a primei sale soții, Casandra Cantacuzino-Pașcanu, ucis în duel de contele Stolberg
    - Alexandru Balș (5 octombrie 1838 - 14 aprilie 1894) - fiul lui Alexandru Balș și a celei de-a doua soții, Elencu Sturdza, care a avut următoarele demnități: senator, prefect de Iași, consilier al Curții de Conturi.
- Emanoil Balș (17 martie 1756 - 19 ianuarie 1812) - fiul lui Lupu Balș, care a avut următoarele demnități: ban (1783), comis (1784), spătar (1789), colonel în Rusia (1792), nobil rus (1795). Pe piatra sa de mormânt se distinge următoarea inscripție în limba română cu caractere chirilice: "Supt această piatră odihnește robul lui Dumnezeu Manoil Balș, fiiul Lupului Balș vel logofet, carele întăi au fost vel spatariu, pe urmă trecănd în Rosia și fiind în slujba oștească sau făcut polcovnic și cavaleriu și sau săvărșit la 1812 ianuarie 19 în Eși; cu umilință rugănd pe toți carii aice vor ceti din inimă a să milostivi și cu duhul să grăiască (lui) Dumnezeu săl odihnească cu drepții (și) săl sălășluiască."

## Imagini

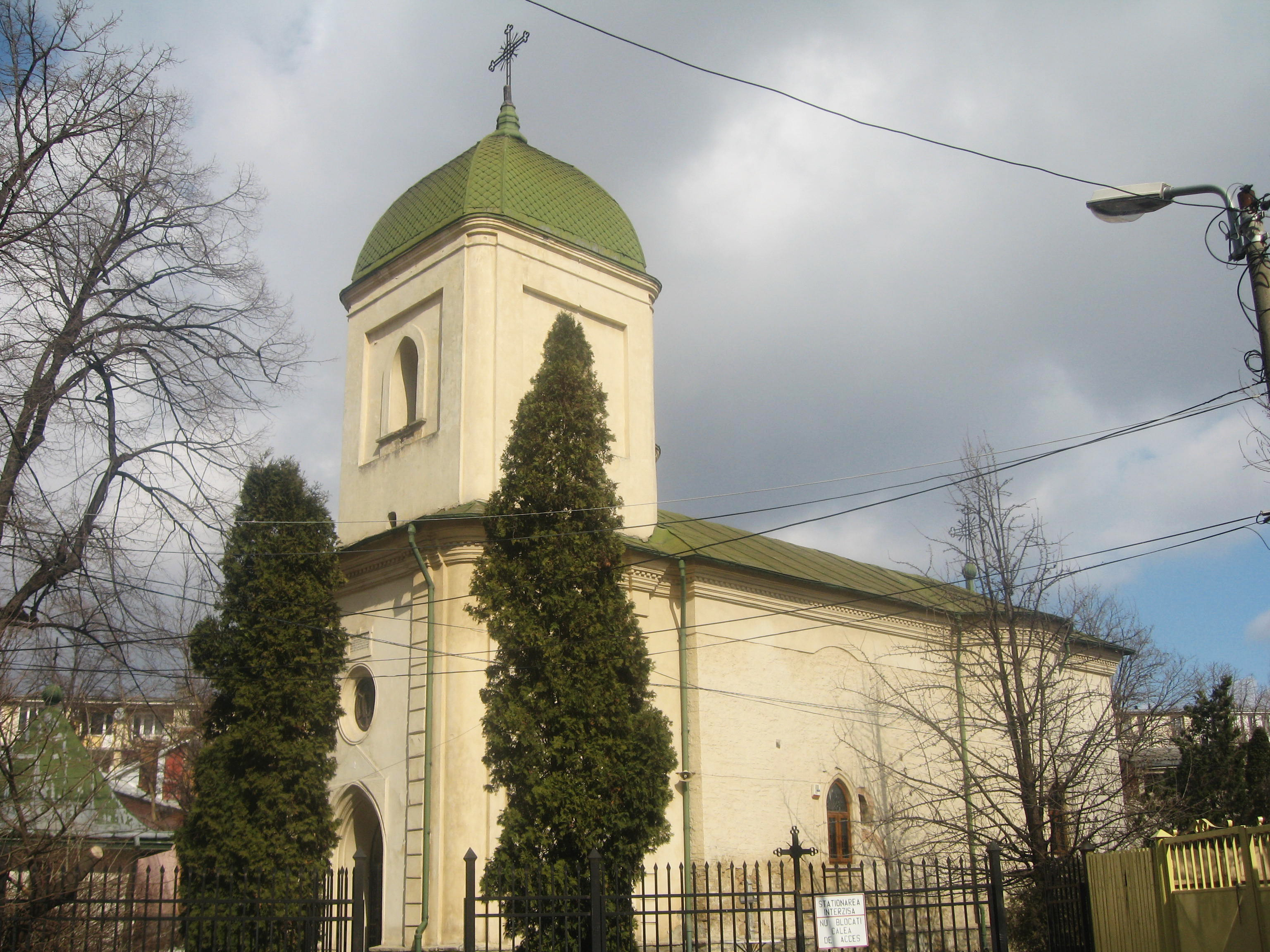
Biserica
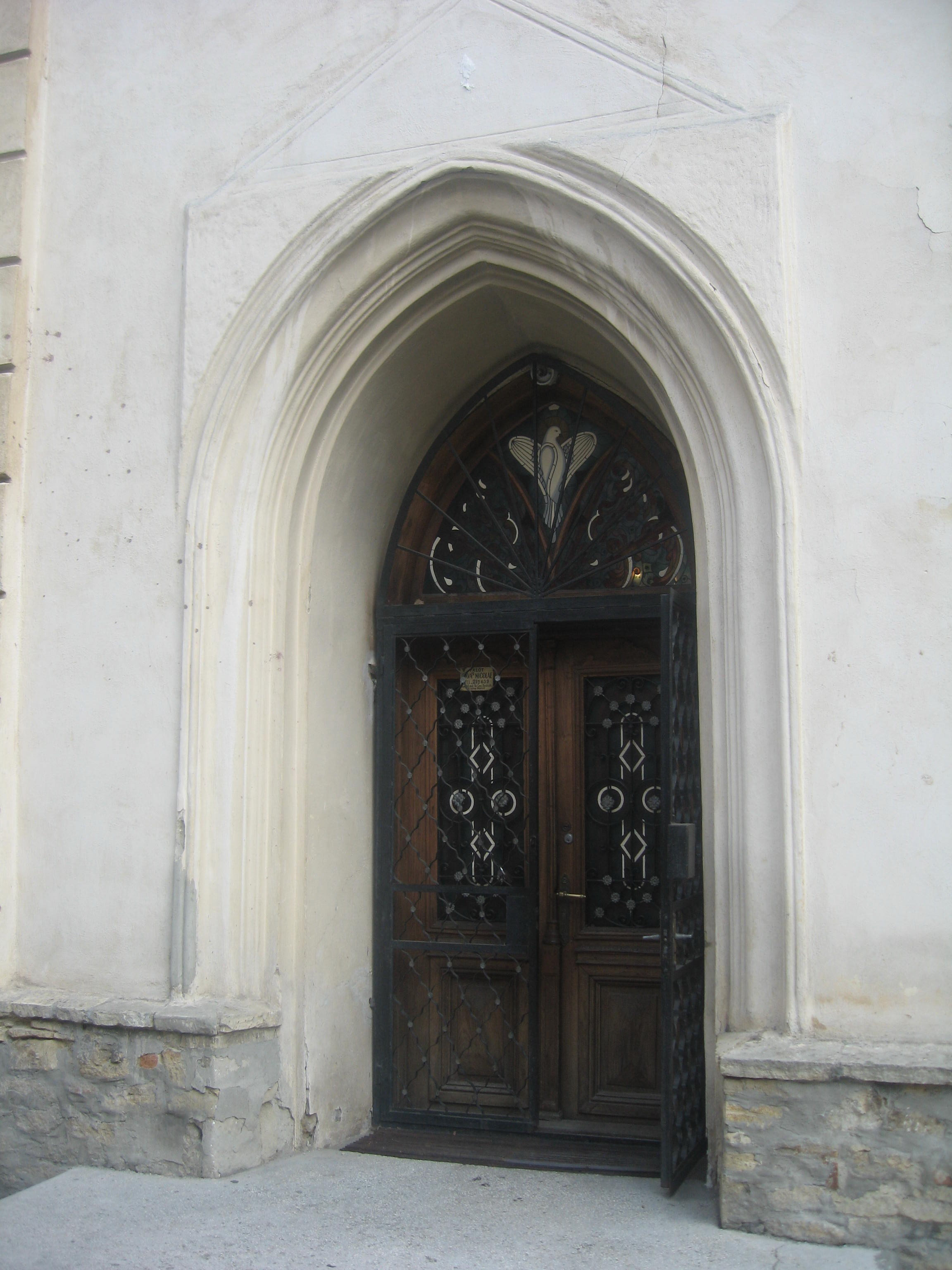
Portalul de intrare în biserică
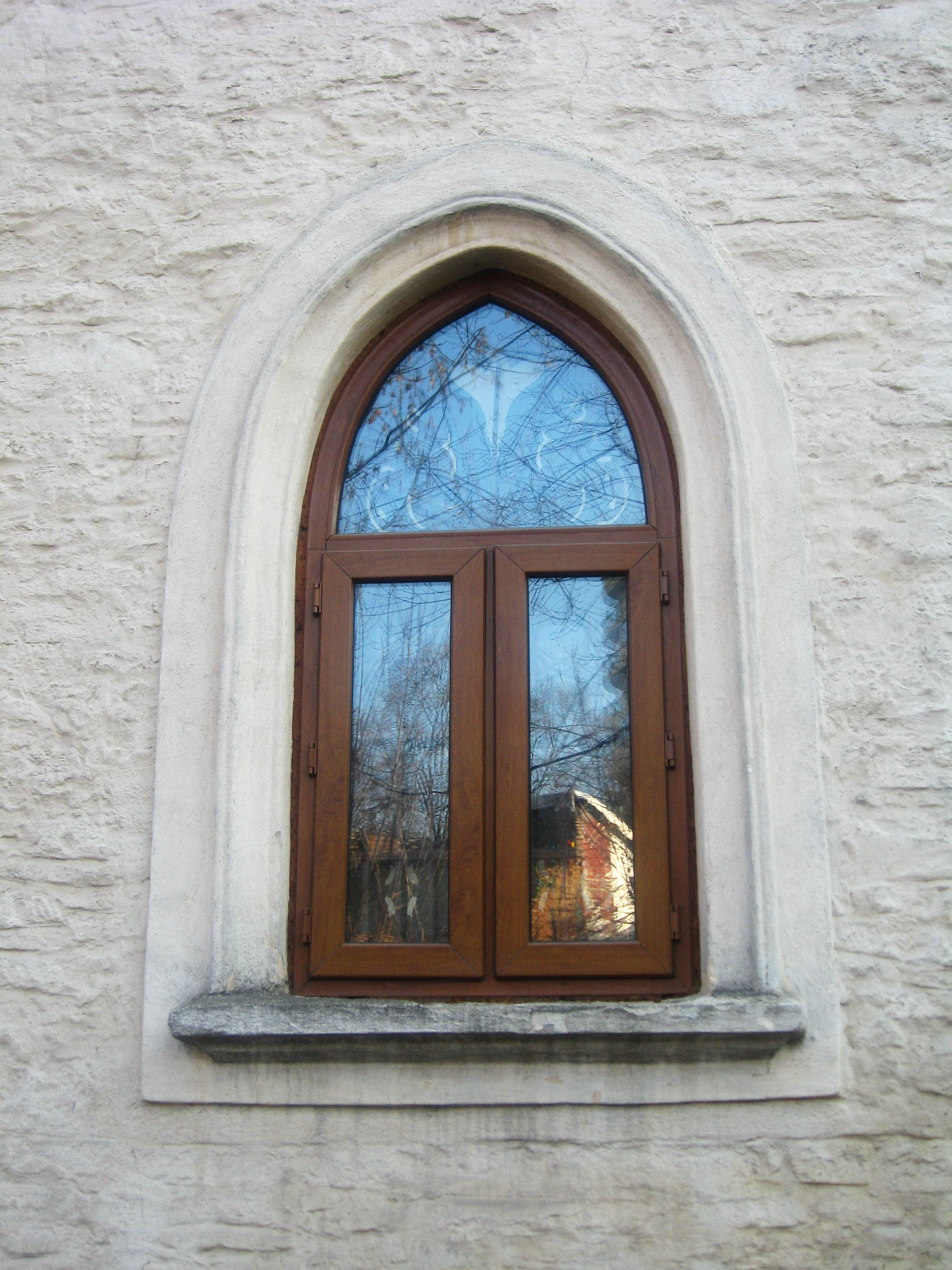
Fereastră
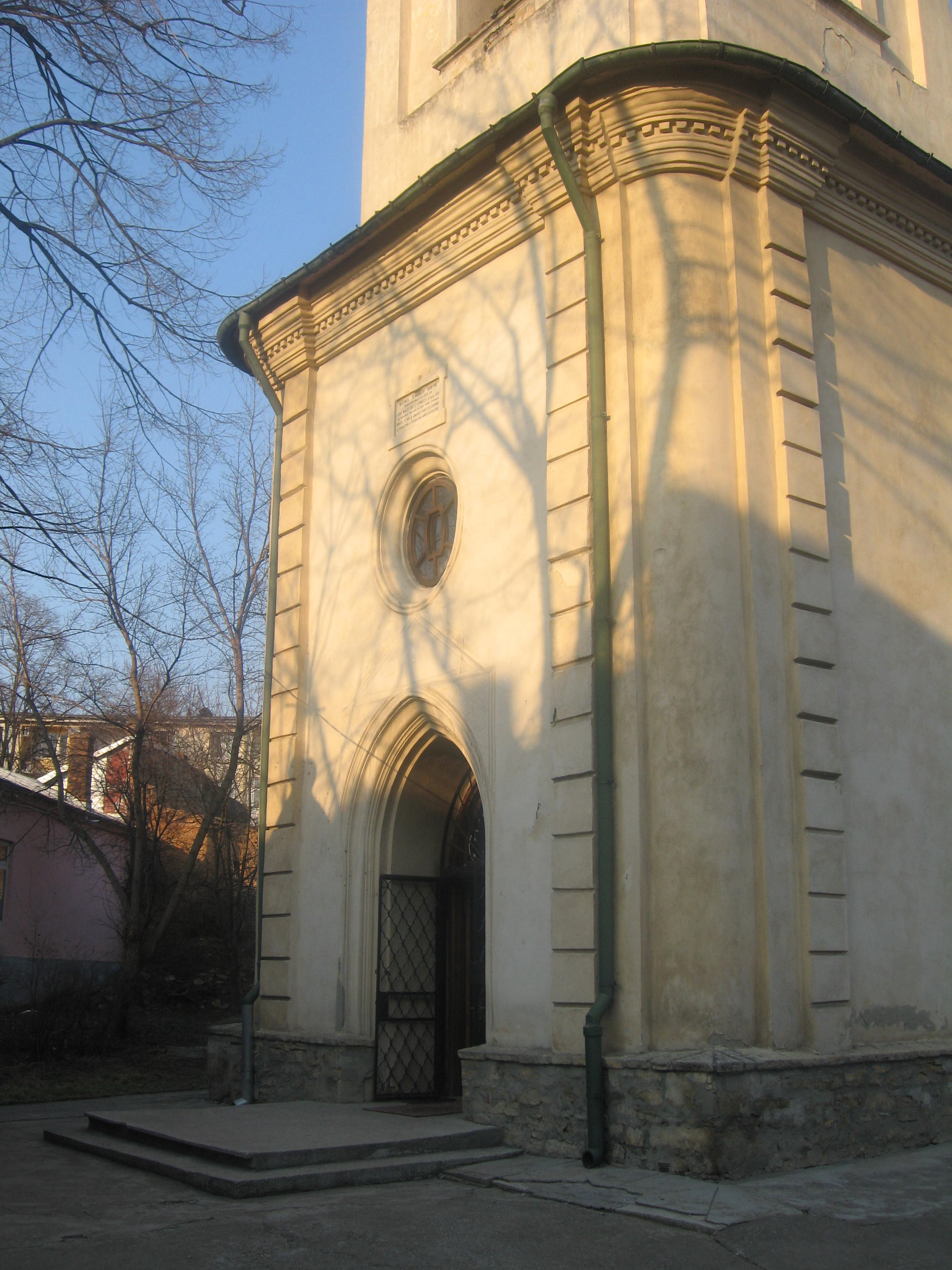
Latura vestică
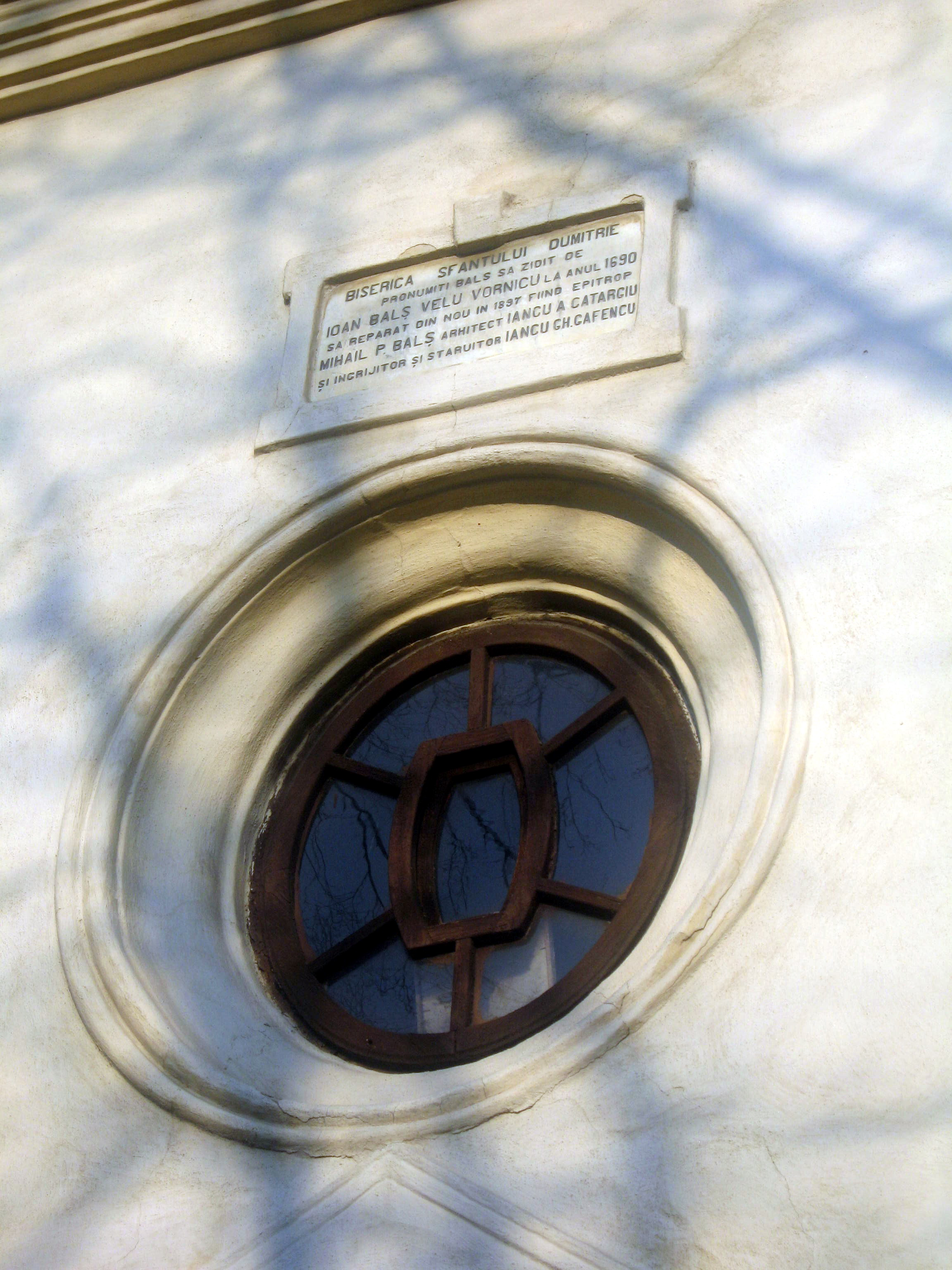
Rozeta şi pisania pusă cu prilejul reparaţiilor din 1897
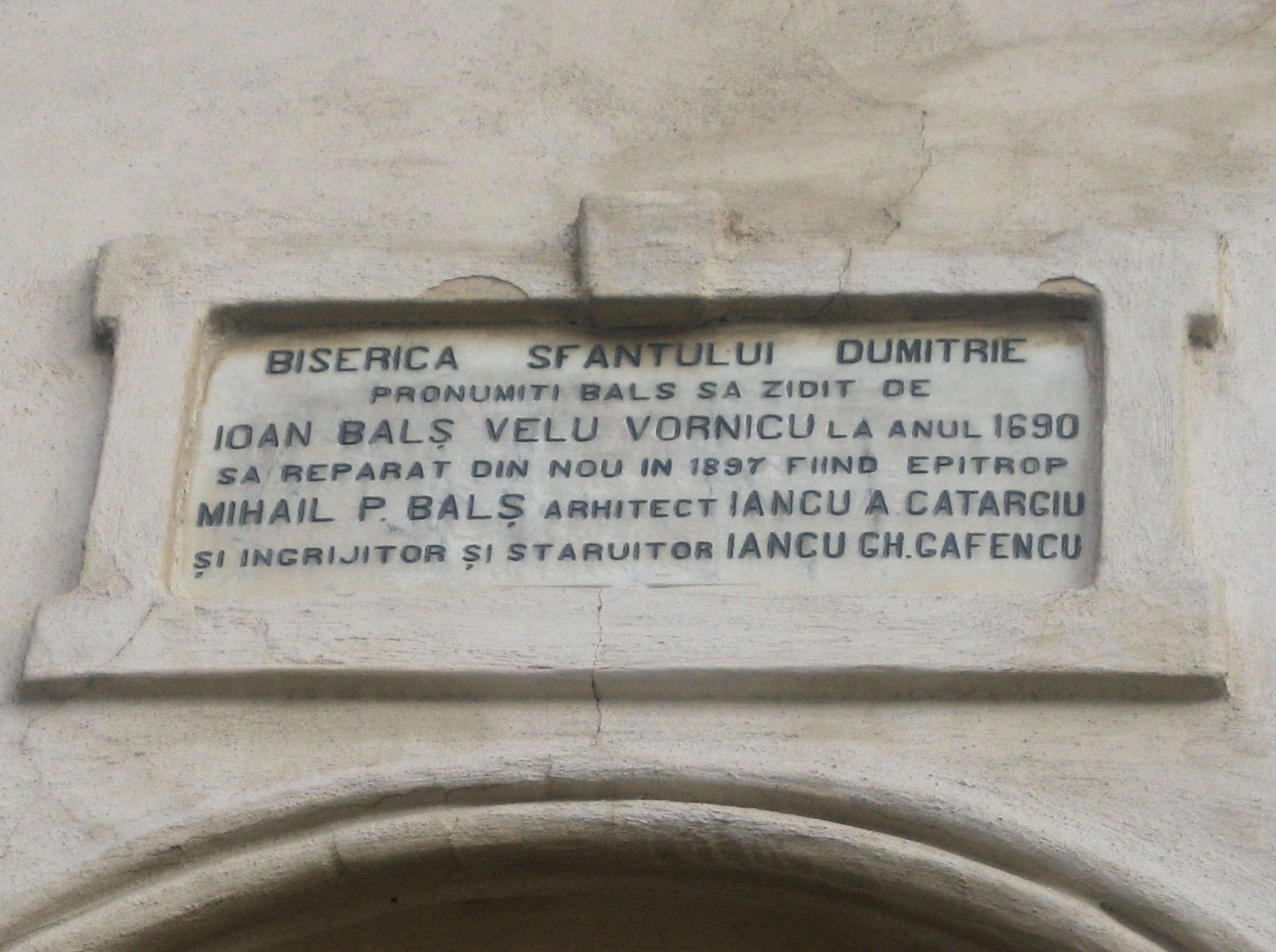
Pisania pusă cu prilejul reparaţiilor din 1897
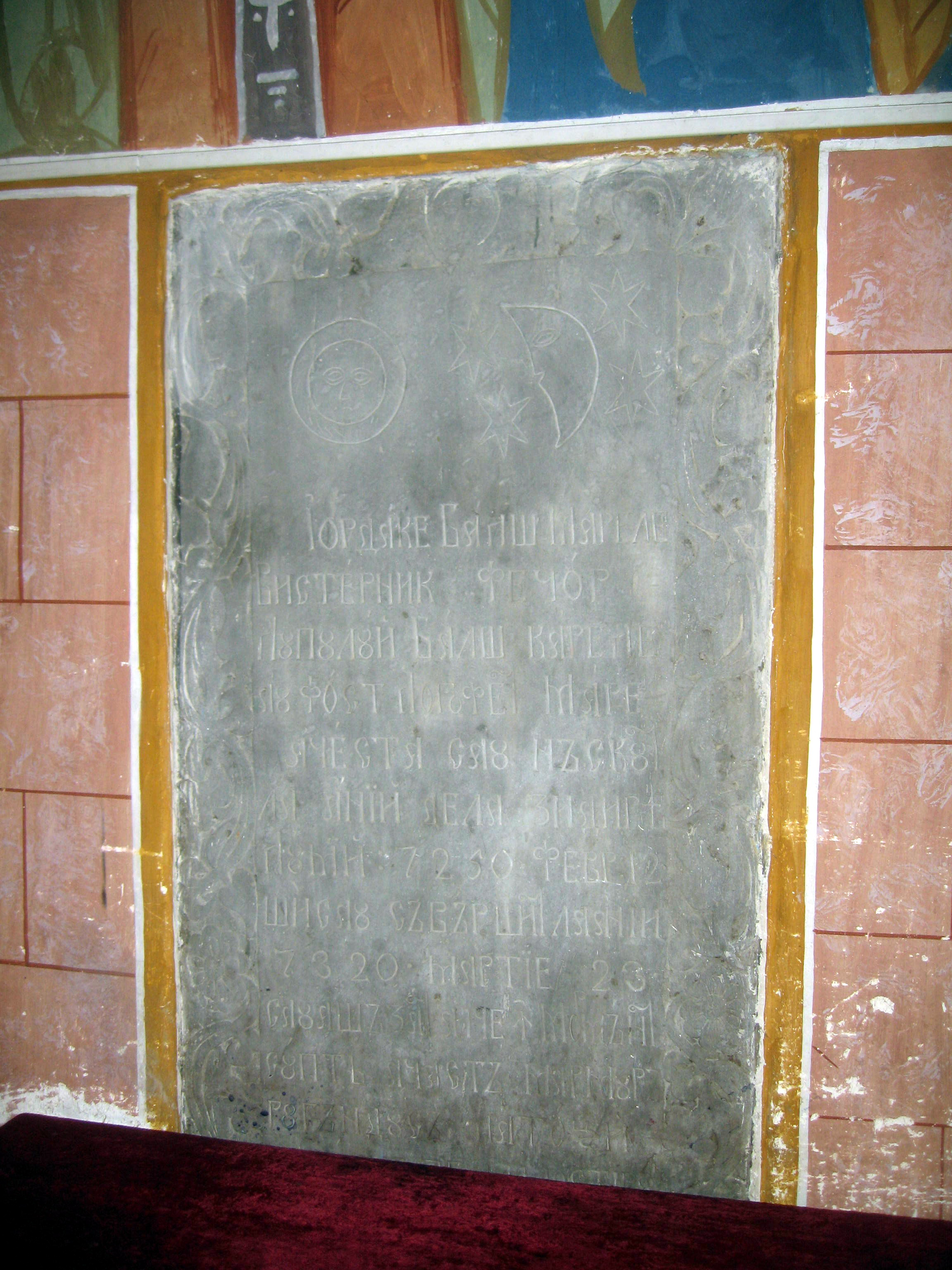
Piatra de mormânt a lui Iordache Balş (1742-1812)
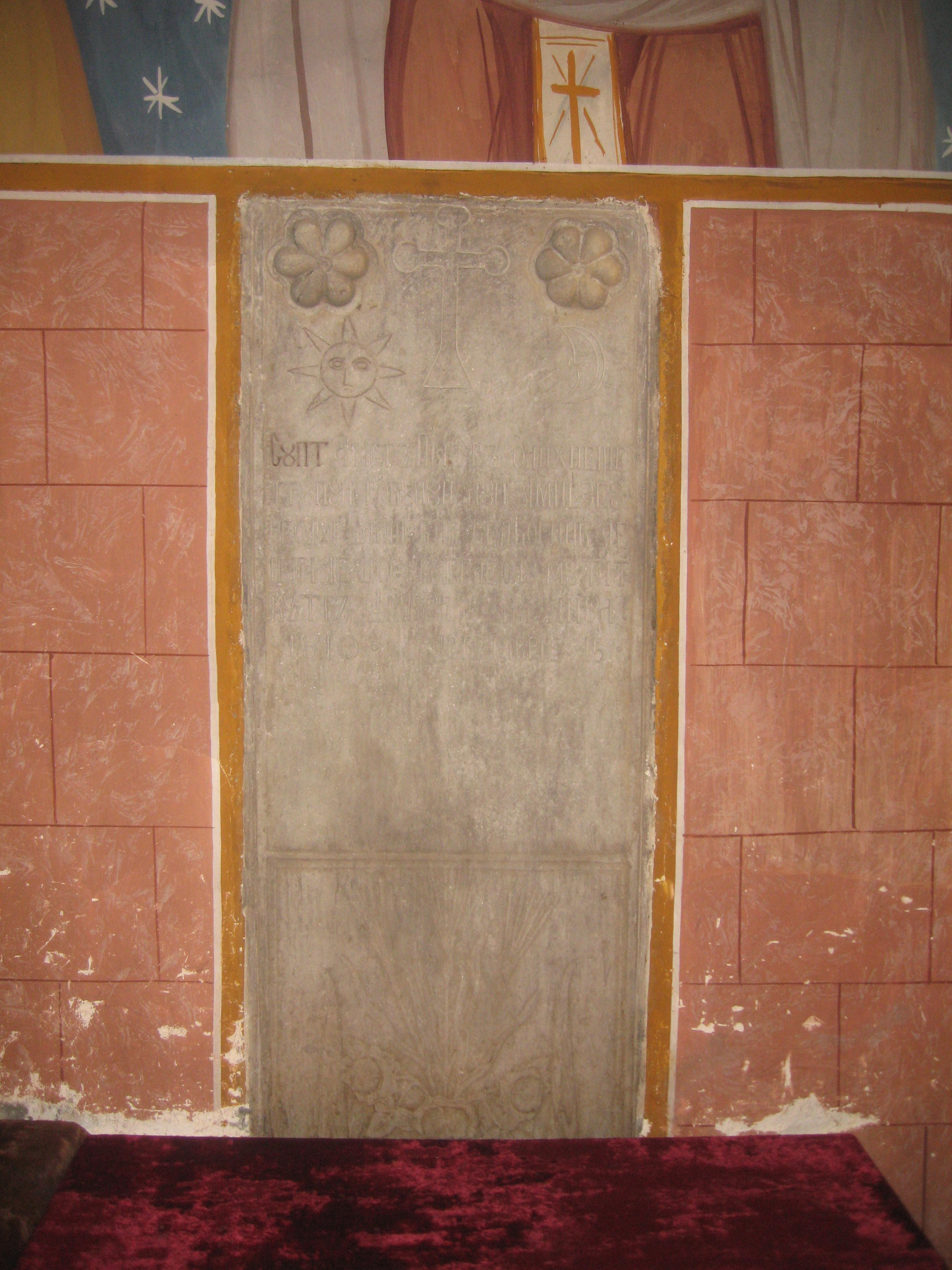
Piatra de mormânt a lui Teodor Balş (1743-1810)
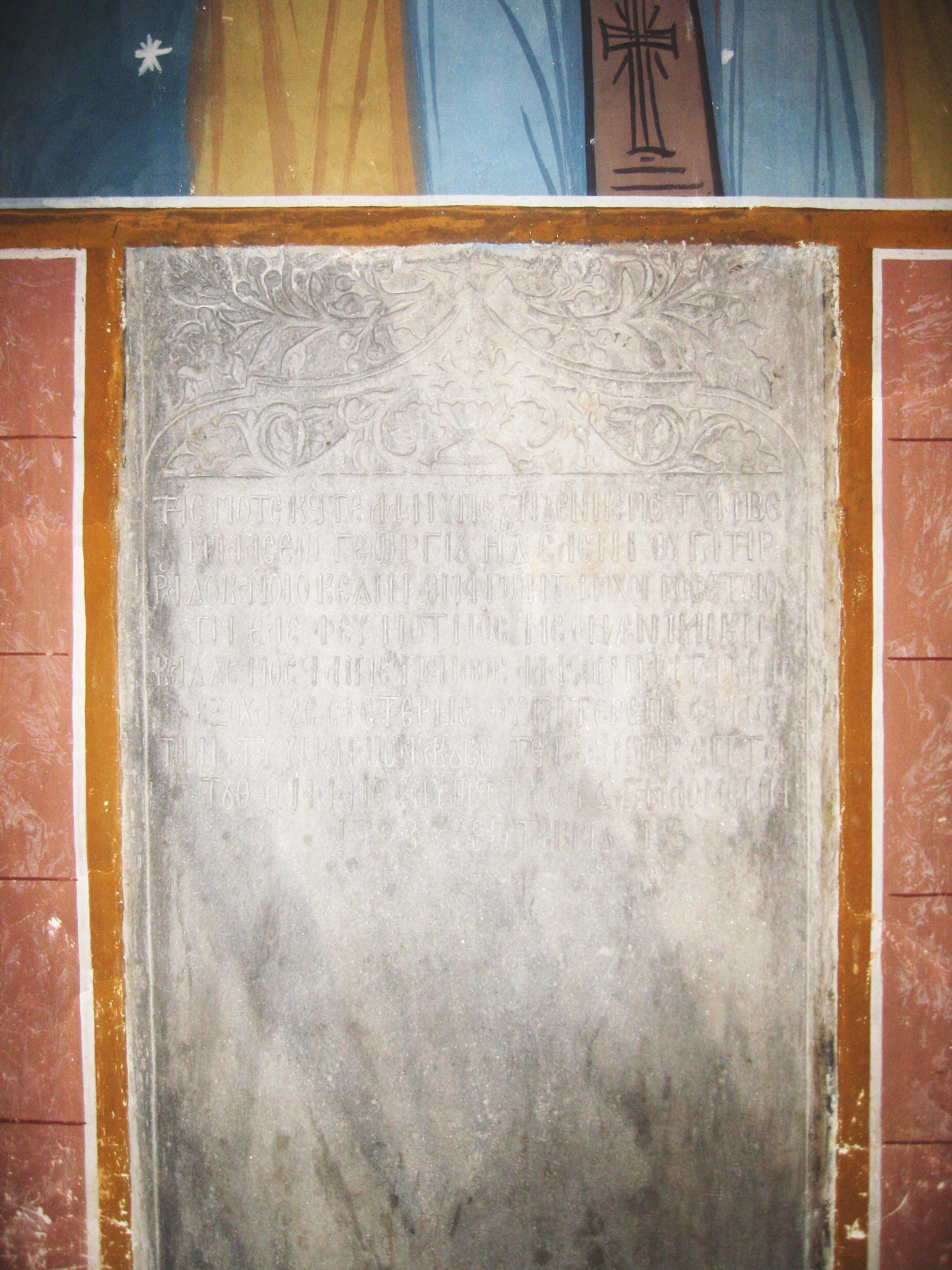
Piatra de mormânt a Elenei Rosetti (1765-1798)
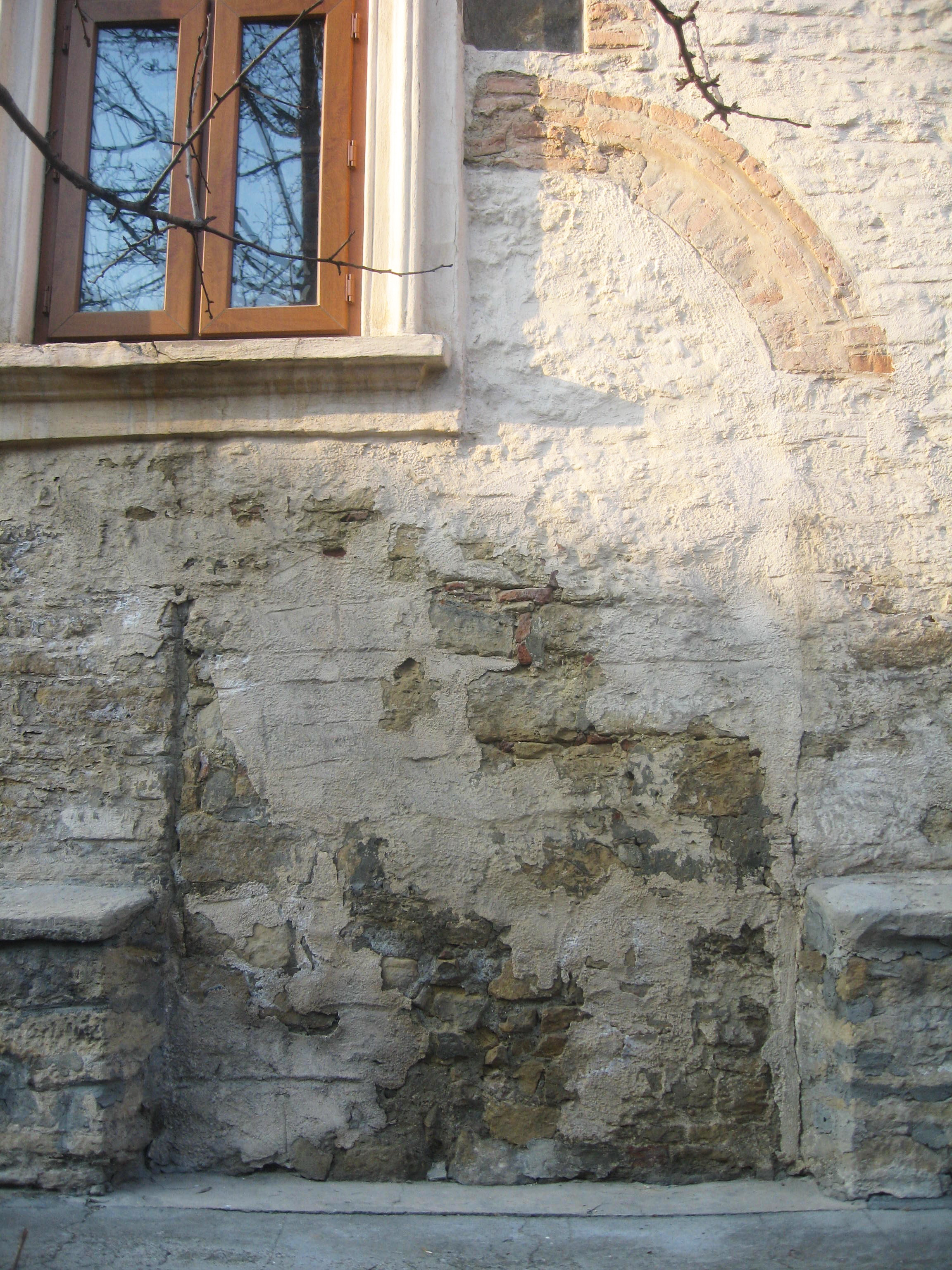
Urmele intrării de pe zidul sudic
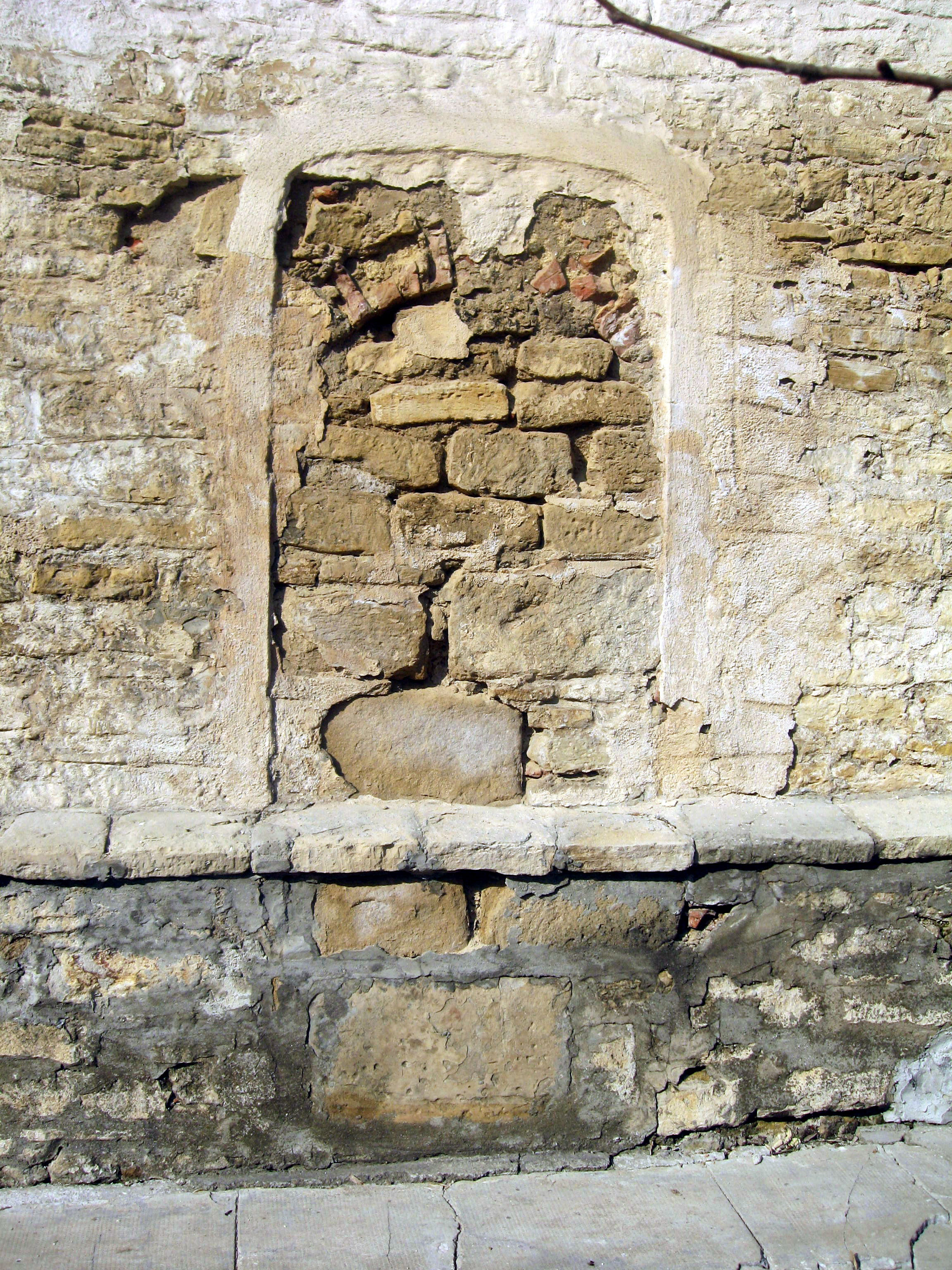
Urme ale unui ancadrament vechi